# Pleurothallis wigginsii
Pleurothallis wigginsii är en orkidéart som beskrevs av Charles Schweinfurth. Pleurothallis wigginsii ingår i släktet Pleurothallis och familjen orkidéer. Inga underarter finns listade i Catalogue of Life.